# ایوان داندو
ایوان داندو (انگلیسی: Evan Dando؛ زادهٔ ۴ مارس ۱۹۶۷) یک موسیقی‌دان اهل ایالات متحده آمریکا است. وی از سال ۱۹۸۶ میلادی تاکنون مشغول فعالیت بوده‌است.
او در فیلم سنگین بازی کرده است.